# Ferrocarril Amur-Iakutsk
La línia Amur-Iakutsk (en rus: Аму́ро-Якутская магистра́ль, Amuro-Iakutskaia maguistral) és una línia de ferrocarril parcialment completada de l'Extrem Orient de Rússia. Permet la connexió ferroviària de les importants línies transsiberiana i Baikal-Amur amb Iacútia (la República de Sakhà).

## Recorregut

Mapa amb el recorregut

El primer tram de la línia es coneix com a petita BAM perquè connecta les estacions del transsiberià (a Bamovskaia, prop de Skovorodinó) amb les de la línia BAM (a Tinda). Des d'allà la línia segueix cap al nord. Hi ha servei de passatgers directe fins a Nériungri i, amb els transbordaments necessaris, fins a Nijni Bestiakh, una estació situada davant de Iakutsk a la riba oposada del riu Lena. Estan en estudi diverses opcions per a construir un pont que porti a Iakutsk malgrat la dificultat de fer-ho sobre un riu de més de dos quilòmetres d'amplada amb inundacions i glaciacions estacionals.
En el futur es planteja a llarg termini estendre la línia des de Nijni Bestiakh fins a Magadan i fins i tot s'ha esmentat la possibilitat de fer-la arribar a la península de Txukotka com a aproximació d'una connexió ferroviària a través de l'estret de Bering.

## Característiques
La línia és de via única llevat d'un petit tram a doble via entre Tinda i Bestújevo, que és la part de la línia compartida amb la Línia Baikal-Amur. No hi ha cap tram electrificat.
La seu operativa de la línia i les oficines de Ferrocarrils de Iacútia es troben a Aldan.
La construcció, operació i manteniment de la línia es veuen dificultats per la dura climatologia del territori. A la complicació de construir sobre permagel en un terreny de per si complicat se li sumen les extremes variacions de temperatura, que poden passar de −50°C a l'hivern fins a més de 30 °C a l'estiu.
En el seu trajecte a través de l'óblast de l'Amur i del sud de Iacútia hi ha nombrosos ponts per a travessar diferents rius. Entre els més destacats estan el del riu Aldan a Tommot, el del riu Amgà a Vérkhniaia Amgà i també els de l'Iengrà i Txúlman. Tanmateix, el futur pont sobre el riu Lena, prop de Iakutsk, seria molt més gran que qualsevol d'aquests. El túnel més destacat és el de Nagorni, de 1.300 metres sota la serralada Stanovoi.

## Història

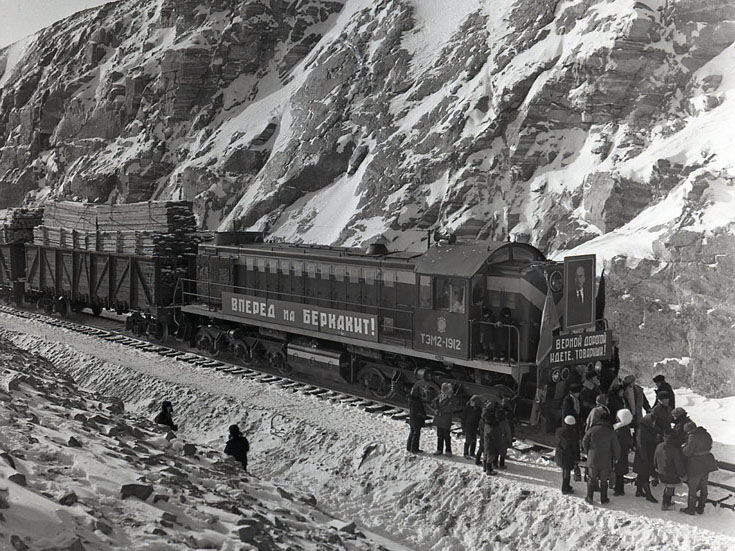
Material de construcció pel tram Tinda-Berkakit l'any 1976.

La construcció de la línia va començar la dècada del 1930, amb el tram entre Bamovskaia i Tinda (llavors anomenada Tindinski), com a part de la construcció planificada de Línia Baikal–Amur o BAM, és per això que actualment aquest tram es coneix com a «petita BAM». Aquesta secció va començar a operar l'any 1935, però va ser desmuntada el 1940 i 1941 quan la Segona Guerra Mundial va fer cancel·lar el projecte de la BAM per reutilitzar els raïls en altres projectes més propers al front.
La reconstrucció de la petita BAM va començar el 5 d'abril del 1972, dos anys abans que el govern de la Unió Soviètica anunciés la recuperació del projecte de la BAM el 1974. El novembre del 1976 van començar els trajectes provisionals en aquest tram, i l'octubre de 1977 ja tot el servei. Alhora es va seguir estenent la línia cap al nord, i la secció Tinda-Berkakit va obrir definitivament a l'octubre de 1979, secció que seguidament es va estendre fins a Nériungri.
A partir de 1989 van recomençar els treballs de construcció des de Nériungri cap a Txúlman. El tràfic ferroviari es va anar estenent gradualment fins a Txúlman, Aldan i finalment Tommot, primer pel tràfic de mercaderies i construcció, i finalment el servei de passatgers. La secció completa fins a Tommot es va declarar oberta el 24 d'agost de 2004. Des de llavors hi ha servei diari de passatgers entre Nériungri i Tommot, que recorre els 368 quilometres de distància en 8 hores.
El pont de 400 metres sobre el riu Aldan a Tommot, es va completar a la dècada del 1990, per bé que durant un temps no va rebre cap ús. Problemes financers van fer aturar el projecte de construcció quan tot just s'estaven fent una seixantena de quilòmetres.
El 2005 es va reprendre el treball de construcció. El 2007 el tràfic per a la construcció ja arribava a Karbikan i el de mercaderies fins Amgà, que és el seu límit actual (a 2016). A principis de 2009 la construcció va arribar a Kerdiom, a la riba del riu Lena. El primer tren va arribar a Kerdiom el 25 de setembre del 2010. La línia fins a Nijni Bestiakh es va completar oficialment el 15 de novembre del 2011, i les autoritats van anunciar que el pont per arribar a Iakutsk es construiria en un futur proper. Des de 2019 hi ha servei regular de passatgers fins a Nijni Bestiakh.

## Galeria

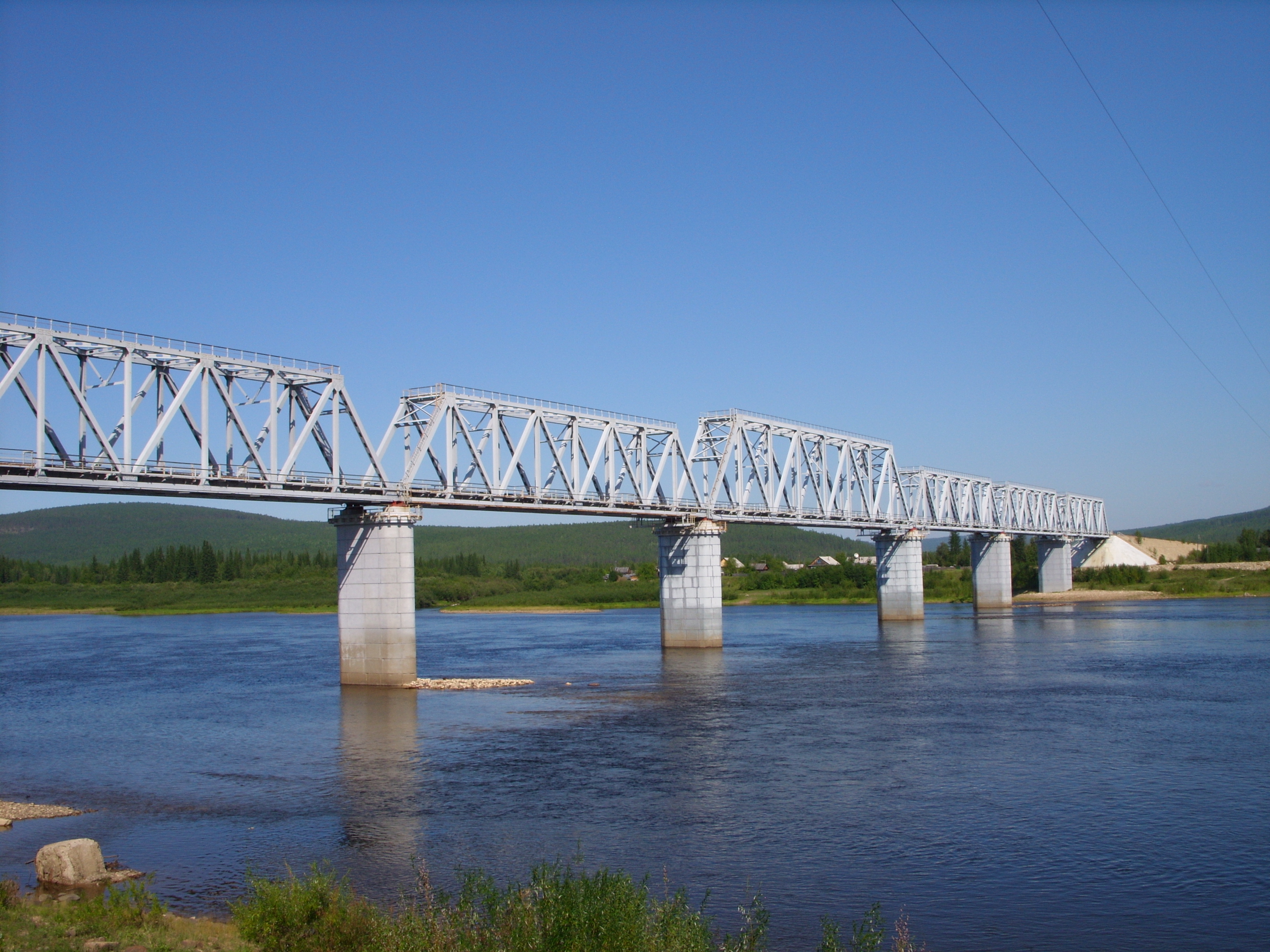
Pont sobre el Riu Aldan a Tommot
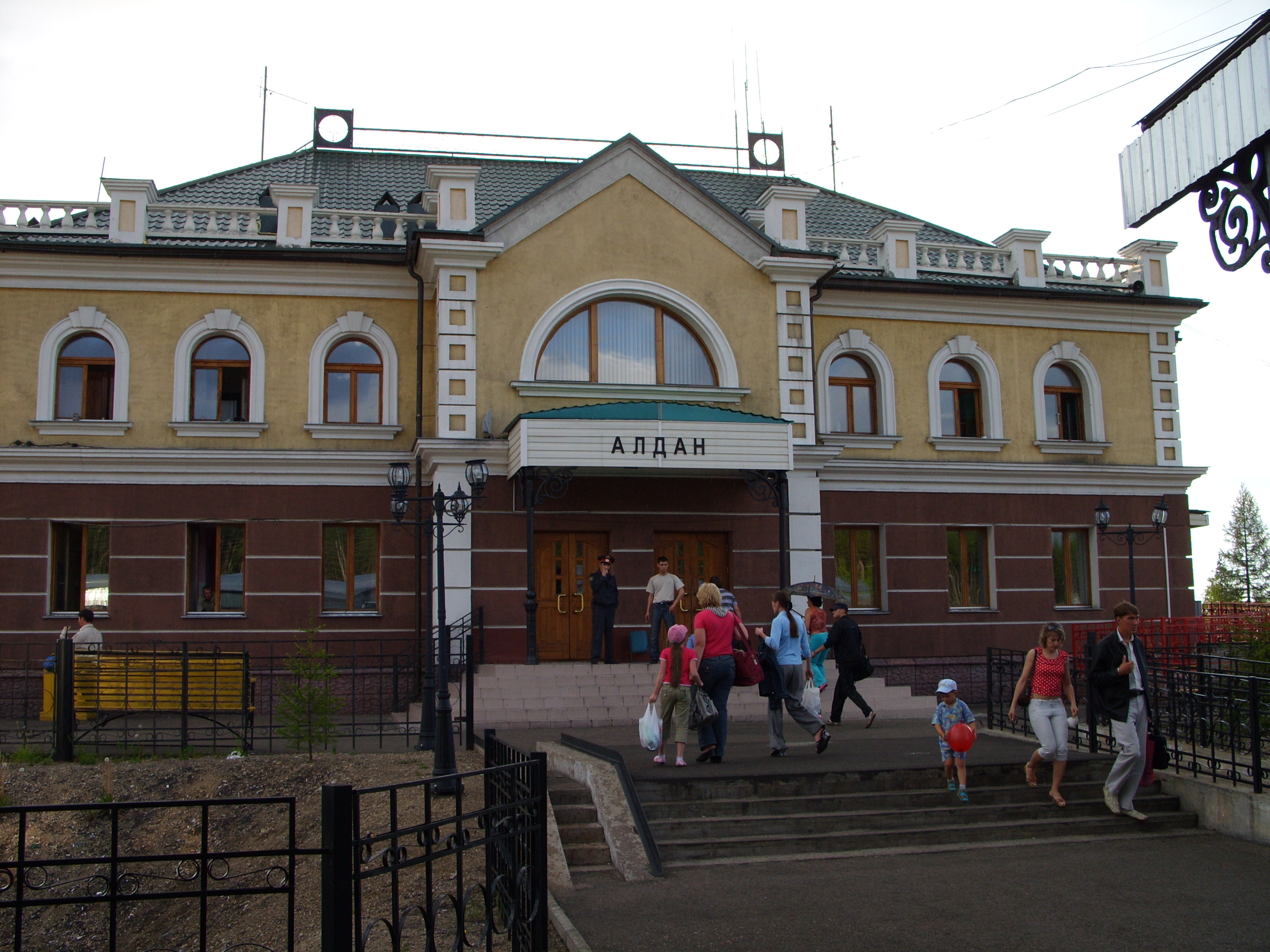
Estació d'Aldan
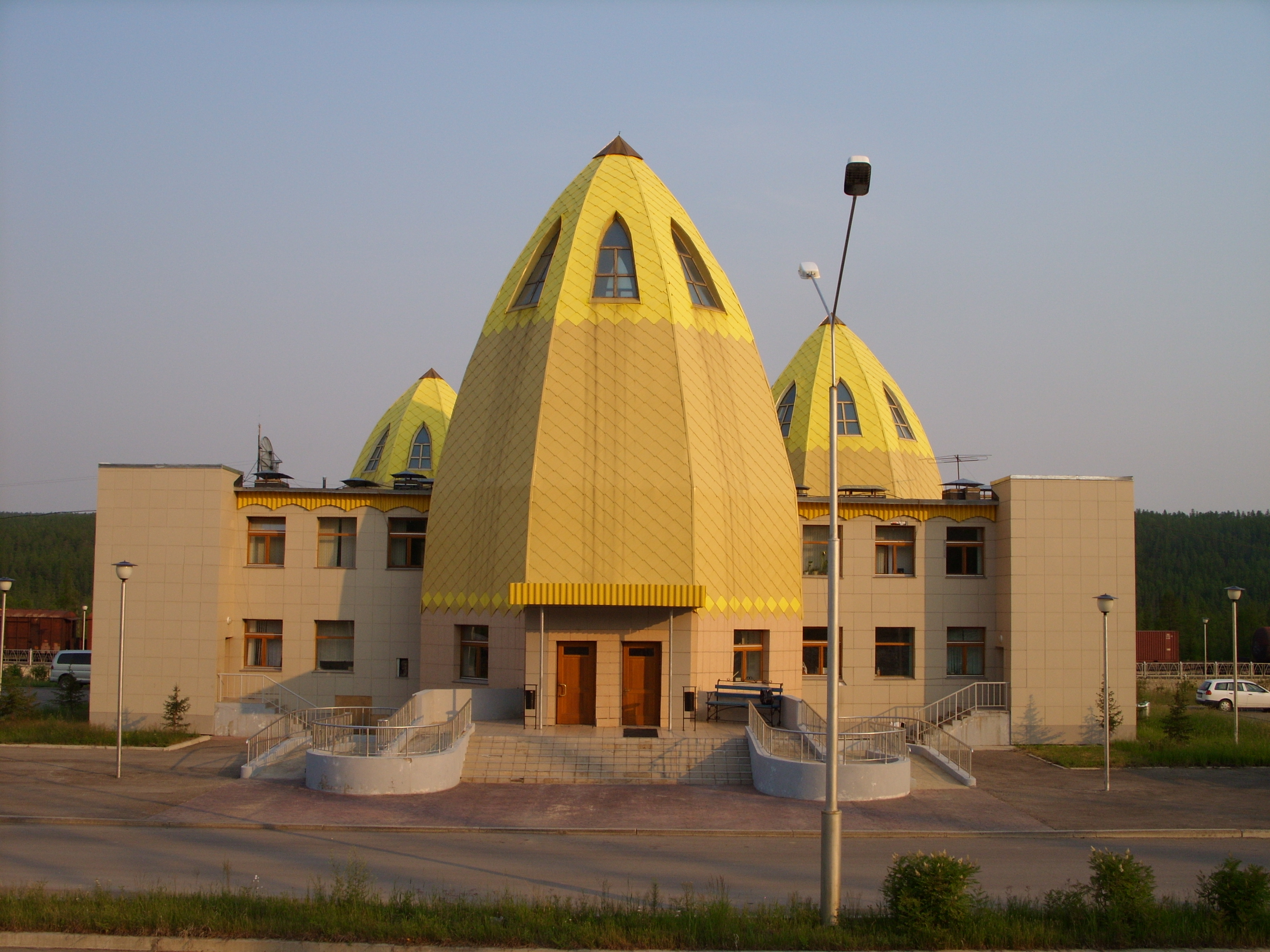
Estació de Tommot
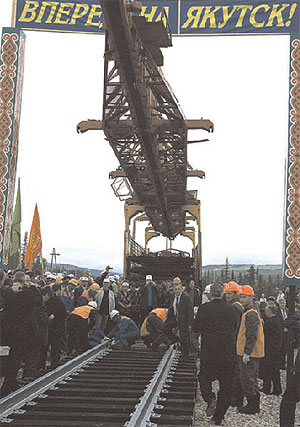
Represa dels treballs de construcció del tram Berkakit-Tommot-Iakutsk el 1985
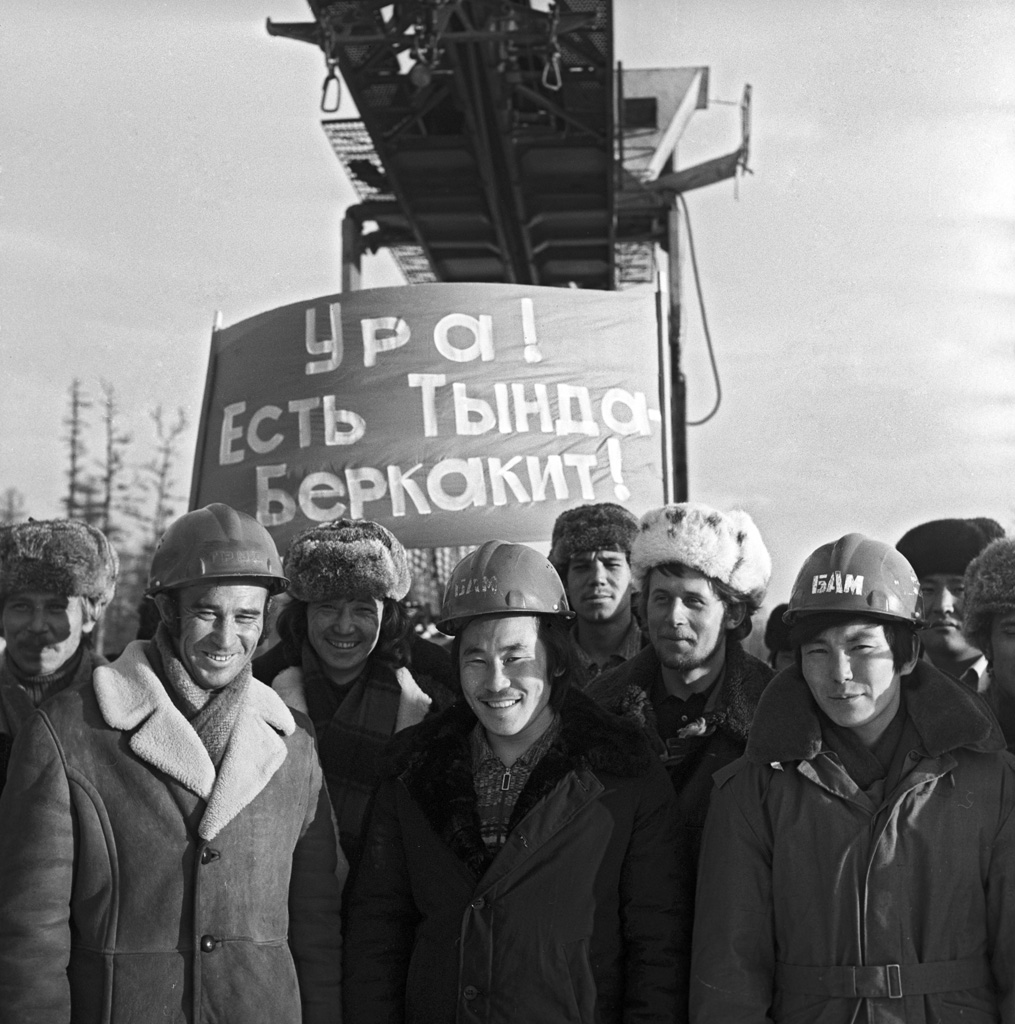
Un equip del Komsomol l'any 1977 a la finalització del tram Tinda-Berkakit
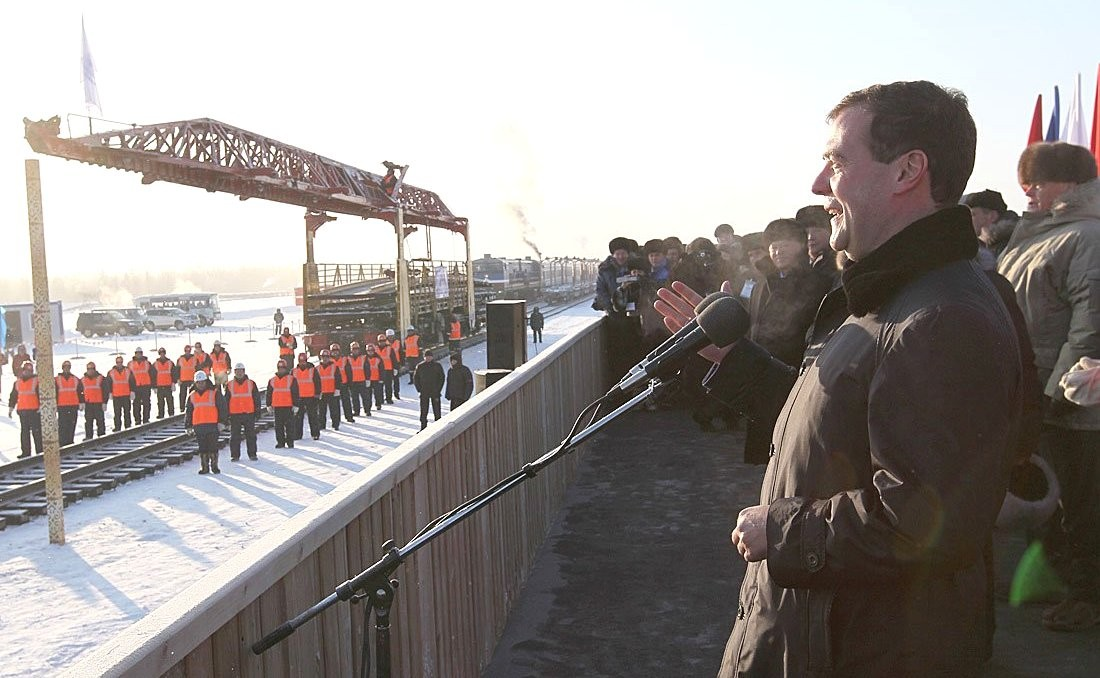
Dmitri Medvédev el 2011 a la inauguració del tram fins a Nijni Bestiakh